# Michael Roeger
Michael Roeger (nascido em 14 de maio de 1988) é um atleta paralímpico australiano.
Roeger defendeu as cores da Austrália disputando os Jogos Paralímpicos do Rio de Janeiro, em 2016, onde conquistara a medalha de bronze na prova masculina de 1500 metros da categoria T46. Antes, Roeger havia competido nos Jogos Paralímpicos de Londres 2012, porém, não medalhou.